# Carlos Pavez
Carlos Alfredo Pavez Tolosa (1965) es un ingeniero comercial, abogado y consultor chileno, actual director de la Unidad de Análisis Financiero (UAF) de Chile.

## Biografía
Se formó en la Facultad de Economía y Negocios de la Universidad de Chile, casa de estudios de la que egresó como el mejor alumno de la promoción 1987, y donde se hizo cercano al después economista Raphael Bergoeing.
Recién titulado de la carrera fue reclutado por Bancard, sociedad ligada al empresario y después Presidente de la República, Sebastián Piñera, donde trabajó como analista financiero por espacio de dos años. Entre otras tareas en la empresa le tocó hacerse cargo del llamado Proyecto de Implementación de Tarjetas de Crédito Bancarias en Chile.
En 1989 pasó a la Superintendencia de Valores y Seguros, concretamente al Departamento de Análisis Financiero de la entidad, la que llegó a encabezar seis años más tarde.
En 2001, por encargo del superintendente de Valores y Seguros, Álvaro Clarke, creó la Unidad de Procedimientos Investigativos, que luego se llamó Área de Cumplimiento de Mercado. Desde esa sección dirigió las más emblemáticas investigaciones de mercado del periodo: lideró el caso Inverlink, sancionó por uso de información privilegiada a destacados empresarios en la fallida fusión D&S-Falabella, y formuló cargos junto al titular de la SVS en 2007 -Alberto Etchegaray- a Piñera y Juan José Cueto, por infringir el deber de abstención de comprar acciones de LAN Airlines teniendo información privilegiada.
En 1999 se matriculó en la carrera de Derecho en la Universidad La República, en la capital chilena, donde estudió en un programa vespertino. Egresó en el año 2003.
Entre 2012 y 2014 ejerció como director jurídico de la Superintendencia de Bancos e Instituciones Financieras; en 2014-2017 fue superintendente de Valores y Seguros y, en los años 2017-2018, presidente del Consejo de la Comisión para el Mercado Financiero.
En septiembre de 2014 le correspondió aplicar la mayor multa por infracciones a las leyes de sociedades anónimas y de mercado de valores de la historia de su país, equivalente a UF 4,01 millones (unos US$ 164 millones), contra ocho ejecutivos y una corredora de bolsa, en el marco del denominado Caso Cascada.
Entre 2014 y 2018 integró el Comité Ejecutivo de la Organización Internacional de Reguladores de Seguros como presidente de la Asociación de Supervisores de Seguros de América Latina. 
Asimismo, fue socio de Pavez&Olivares Asociados SpA (2018-2022), donde se desempeñó como consultor especializado en regulación y supervisión de instituciones financieras, gobiernos corporativos, gestión de riesgos y sistemas de cumplimiento.
Independiente en lo político, aunque cercano a la centroizquierda, es padre de tres hijos.
El 22 de mayo de 2022, el presidente de la República, Gabriel Boric, nombró a Carlos Pavez Tolosa como director de la Unidad de Análisis Financiero (UAF), entre una nómina de postulantes elaborada por el Consejo de Alta Dirección Pública (ADP), en el marco del proceso de selección que se inició en diciembre de 2021, cuando el Servicio Civil concursó públicamente el cargo.